# Hololive production
hololive production（日语： Hororaibu Purodakushon）是日本科技公司COVER株式會社旗下的經紀公司品牌，以經營虛擬YouTuber為其主要業務，除了在日本外，也在其他地区擁有並經營VTuber。hololive production起初稱為hololive，名稱取自於同公司於2017年12月21日發行的同名行動應用程式，後來於2019年12月2日將hololive與其餘的兩個品牌holostars和INNK Music合併，並統一使用現名。

## 歷史

### 背景

COVER在2019年之前的標誌

COVER股份公司由谷鄉元昭（Yagoo）於2016年6月13日創辦，在此之前他曾經於Imagineer與三麗鷗合作開發遊戲，其後又創立過一些互聯網相關的企業。
本來COVER的業務核心集中於擴張實境和虚拟现实，並且得到虚拟现实企業Tokyo XR Startups投資，早期的代表作有在2017年2月在Steam發佈、於HTC Vive運行的乒乓球遊戲 《Ping Pong League》。其後，Cover開始開發一款能讓人化身虛擬形象進行直播，並且能實現與觀眾雙向互動的虚拟现实程式，是為Hololive程式的雛型。
在絆愛等VTuber帶動的風潮之下，Cover開始轉型為VTuber經紀公司。

### 在虚拟YouTuber界的发展
2017年9月7日，COVER第一位虛擬YouTuber時乃空出道。同年12月，COVER正式发布hololive應用程式。
2018年4月5日，Cover宣布hololive转型为VTuber动作捕捉APP，同時預告了VTuber招募的消息。
2018年5月2日至13日，hololive官方进行了出演者招募，并于5月9日至18日开展选拔，最终“hololive一期生”于6月1日正式出道。
2019年1月7日，由于hololive所属VTuber白上吹雪在bilibili的订阅量超过在YouTube的订阅量，母公司COVER宣布在中国开展业务，hololive当时旗下所有VTuber进驻bilibili。至2019年8月，hololive旗下VTuber频道在bilibili的总订阅量超过200万。
2019年7月18至22日，hololive的中国运营负责人石巍斌被曝出一系列负面消息，引起轰动，最终以COVER解约石巍斌解决，详见相關條目。
2019年8月9日，hololive在C96发布其第一首官方歌曲《Shiny Smily Story》，作为“HOLOLIVE SUMMER '19”活动的一环，并公布试听PV。随后试听PV于8月15日19时（UTC+9）在YouTube发布，完整版也于9月16日开售，见下文“音乐活动”。
2019年12月2日，COVER宣布，将女性VTuber事务所hololive以及男性VTuber事务所holostars的总称统一为hololive production。hololive、holostars以及INNK Music将会分别继续作为hololive production旗下的女性团体、男性团体、音乐品牌，按照现有的各团体和品牌分别展开运营。
2020年1月24日，hololive于丰州PIT举行演唱会，详见下文“音乐活动”。
2020年9月25日，赤井心以及桐生可可的一系列事件在中国大陆虚拟YouTuber爱好者社群中引起了争议且持续至今，详见相關條目。
2020年10月22日，hololive English所属的噶嗚·古拉的YouTube频道突破一百万订阅，成为Hololive中最快拿到这一成就的虚拟YouTuber。她也是继绊爱及辉夜月后，第三个突破百万订阅的虚拟YouTuber。噶嗚·古拉也於2021年1月18日成為hololive中首位突破兩百萬訂閱，同時也是當時全世界虛擬YouTuber訂閱數排名第二的VTuber 。
2021年5月30日，hololive English的小鳥遊琪亞拉（Takanashi Kiara）突破百萬訂閱，至此hololive English Myth全員突破百萬訂閱。
2021年6月30日，噶嗚·古拉成為目前全世界訂閱人數最多的VTuber。
2021年7月1日，四期生桐生可可從hololive畢業，是第一位百萬訂閱者畢業的VTuber，畢業直播線上的同時觀看人數更一度超越49萬人，為當時最高紀錄。
2021年7月4日，hololive English的噶嗚·古拉突破三百萬訂閱，為全世界首位達成此成就的VTuber。
2021年11月26日，hololive六期生的拉普拉斯·達克尼斯以16萬人同時觀看人數打破所有Vtuber初次直播的紀錄。11月28日，博衣小夜璃再以18萬人同時觀看刷新紀錄，為目前紀錄最高者。
2022年2月22日，hololive ID的Moona Hoshinova突破百萬訂閱，是東南亞地區第一個達到百萬的Vtuber。
2022年6月7日，hololive的大神澪突破百萬訂閱，至此hololive Gamers全員突破百萬訂閱。
2022年6月16日，hololive English的噶嗚·古拉達成YouTube頻道四百萬訂閱，為全世界首位達成此成就的Vtuber。
2022年8月1日，寶鐘瑪琳突破兩百萬訂閱，為hololive日本第一人。
2022年12月3日，hololive的桃鈴音音突破百萬訂閱，至此hololive 5期生（ねぽらぼ）全員突破百萬訂閱。
2023年2月17日，COVER公司宣佈將於同年3月27日在東京證券交易所「Growth」版上市。
2023年6月15日，hololive的不知火芙蕾雅突破百萬訂閱，至此hololive 3期生全員突破百萬訂閱。
2023年8月21日，由于桐生可可事件而停止活跃的hololive在bilibili平台的官方账号重新活跃，发布了当时最新一期带简中字幕的hololive小剧场；两日后又发布了带双语字幕的年度夏季企划主题曲《青春档案》MV。之后仍不时以合作参演方式附带策划Vtuber在bilibili平台的账号或者只有后者，投稿相应的视频。
2023年9月6日，hololive的癒月巧可突破百萬訂閱，至此hololive 2期生全員突破百萬訂閱。
2024年1月10日，寶鐘瑪琳突破三百萬訂閱，為hololive日本第一人。
2024年1月16日，Hololive一期生成员夜空梅露，因泄密理由遭到解约。
2024年4月2日，hololive的姬森璐娜突破百萬訂閱，至此hololive 4期生全員突破百萬訂閱。
2024年4月27日，hololive的AZKi突破百萬訂閱，至此hololive 0期生全員突破百萬訂閱。
2024年6月11日，hololive ID成员Kobo Kanaeru无预告闪击入驻bilibili，当天就完成了设立账号、发布动态、hololive官号转发确认、投稿介绍视频，并在当晚完成了首次B站限定直播。这是hololive自2020年暂停中国大陆活动后首次恢复B站限定直播，也是hololive首次由印度尼西亚组的成员入驻bilibili并进行B站限定直播。
2024年6月30日，在Hololive事务所任职接近7年的创始职员友人A正式从Hololive离任。
2024年8月28日，二期生凑阿库娅从hololive毕业，是第一位兩百萬訂閱者畢業的VTuber，畢業直播線上的同時觀看人數更一度超越75萬人，成為目前直播最高紀錄。
2024年9月20日，Hololive EN一期生成员阿米莉亚·华生宣布将于9月30日起，终止所有常规活动，包括在 YouTube 等平台上的直播、社交媒体活动、现场活动以及周边商品发售，但强调并未从Hololive离任。
2024年11月19日，hololive的風真伊呂波突破百萬訂閱，至此hololive 6期生（秘密結社holoX）全員突破百萬訂閱。
2024年11月30日，六期生“holoX秘密结社”成员沙花叉克蘿伊宣布以“理念不合及健康因素”为由，于2025年1月26日起停止活动。仅隔一天后，12月1日，hololive EN组二期生“承诺组”成员塞萊希·法娜宣布以“理念不合”为由，将于2025年1月4日毕业。至此，hololive在2024年内，包含友人A在内已有7位成员正式离开或已宣布离开。
2024年12月28日，hololive的塞萊希·法娜突破百萬訂閱，至此hololive EnglishPromise全員突破百萬訂閱。
2025年3月6日晚，二期生成员紫咲诗音宣布以“理念不合”为由，于2025年4月26日起从Hololive毕业。
2025年3月28日，HoloPromise成員七詩無名宣布以“與營運不合並受健康問題困擾”為由，於2025年4月28日起從Hololive畢業。
2025年4月16日，Hololive EN一期“神话组”成员噶呜·古拉宣布以“理念不合”为由，于5月1日起从Hololive毕业，是第一位四百萬訂閱者畢業的VTuber。
2025年5月5日，寶鐘瑪琳突破四百萬訂閱，為hololive日本第一人。
2025年5月11日，hololive的亞綺·羅森塔爾突破百萬訂閱，至此hololive 1期生全員突破百萬訂閱。
2025年5月15日，貓又小粥於傍晚歌回突破兩百萬訂閱，成為hololive第12位達到此目標的旗下成員。
截至2025年8月6日，Hololive總共有52名VTuber的YouTube频道突破一百萬訂閱，12名VTuber的YouTube频道突破兩百萬訂閱，2名VTuber的YouTube频道突破三百萬訂閱，2名VTuber的YouTube频道突破四百萬訂閱。

## 旗下藝人
成員名單參見hololive production、holostars官网。
括號內標註日期為成員的出道日期前成員則會加註終止活動日期。出道日期若無特別說明均為在YouTube開始活動的日期。

### hololive

hololive的標誌

「hololive」（ホロライブ）原是Cover株式會社製作的直播軟體、旗下VTuber業務之品牌、支援旗下VTuber活動的事務所三者共用的名稱。以「hololive」為名的事務所後在2019年12月2日經Cover業務統整併入新成立的事務所hololive production，「hololive」則成為hololive production旗下的女性VTuber團體之名稱。亦有媒體仍將hololive production直接稱為「hololive」。
除人见酷丽丝外，此處列出的成員名稱的中文譯名均採用其各自的bilibili帳號名稱或是官方發佈的影片、文章中的名稱。
0期生
又稱「無印組」（無印組）、「單人出道組」（ソロデビュー組）。
- 时乃空（／Tokino Sora，2017年9月7日、於Niconico生放送[註 12][35]）
- 萝卜子（／Roboko san，2018年3月4日[36][37]）
- 星街彗星（／Hoshimachi Suisei，2018年3月22日[38]）原為個人勢，於2019年5月19日加入旗下音樂品牌「INNK MUSIC」[39]，同年12月1日移籍hololive[40]。
- 樱巫女（／Sakura Miko，2018年8月1日[41]）由計畫[註 13]獨立出道，於2018年12月25日加入hololive[42]。
- AZKi（あずき，2018年11月15日[43]）於2019年5月19日加入旗下音樂品牌「INNK MUSIC」[39]。後於2022年4月1日移籍至hololive[44]。

1期生
除夜空梅露與外，其餘4人均於2018年6月1日起在Twitter開始活動。
- 白上吹雪（／Shirakami Fubuki，2018年6月1日，兼任hololive GAMERS隊長）
- 亚绮·罗森塔尔（／Aki Rosenthal，2018年6月1日）
- 夏色祭（／Natsuiro Matsuri，2018年6月1日）
- 赤井心（／Akai Haato，2018年6月2日）

2期生
- 百鬼綾目（／Nakiri Ayame，2018年9月3日[46]）
- 癒月巧可（／Yuzuki Choco，2018年9月4日[46]）
- 大空昴（／Oozora Subaru，2018年9月16日[47]）

hololive GAMERS
活動以游戏实况为主的团体，于2018年12月6日宣布组建，2019年4月新增2名成員。
- 白上吹雪（隊長，同時為1期生成員）
- 大神澪（／Ookami Mio，2018年12月7日[48]）
- 猫又小粥（／Nekomata Okayu，2019年4月6日[49]）
- 戌神沁音（／Inugami Korone，2019年4月13日[50]）

3期生
又稱「hololive Fantasy」（ホロライブファンタジー）。
- 兔田佩克拉（／Usada Pekora，2019年7月17日[52]）
- 不知火芙蕾雅（／Shiranui Flare，2019年8月7日[53]）
- 白銀諾艾爾（／Shirogane Noel，2019年8月8日[53]）
- 寶鐘瑪琳（／Houshou Marine，2019年8月11日[53]）

4期生
又稱「holoForce」（ホロふぉーす）。
- 天音彼方（／Amane Kanata，2019年12月27日[54]）
- 角卷綿芽（／Tsunomaki Watame，2019年12月29日[54]）
- 常闇永遠（／Tokoyami Towa，2020年1月3日[54]）
- 姬森璐娜（／Himemori Luna，2020年1月4日[54]）

5期生
曾經又稱「holoFive」（ほろふぁいぶ）。自魔乃阿蘿耶畢業後，餘下4人取各自名字的首個假名，稱為「NePoLaBo」。
- 雪花菈米（／Yukihana Lamy，2020年8月12日[55]）
- 桃鈴音音（／Momosuzu Nene，2020年8月13日[55]）
- 獅白牡丹（／Shishiro Botan，2020年8月14日[55]）
- 尾丸波爾卡（／Omaru Polka，2020年8月16日[55]）

6期生
又稱「秘密結社holoX」。
- 拉普拉斯·暗黑（／La+ Darknesss，2021年11月26日[56]）
- 鷹嶺琉依（／Takane Lui，2021年11月27日[56]）
- 博衣小夜璃（／Hakui Koyori，2021年11月28日[56]）
- 風真伊呂波（／Kazama Iroha，2021年11月30日[56]）

事務所職員
- 春先和香（日语：春先のどか）（／Harusaki Nodoka，2022年4月1日[57]）

### hololive DEV_IS
ReGLOSS
- 火威青（／Hiodoshi Ao，2023年9月9日）
- 音乃瀨奏（／Otonose Kanade，2023年9月9日）
- 一條莉莉華（／Ichijou Ririka，2023年9月9日）
- 儒烏風亭螺鈿（／Juufuutei Raden，2023年9月10日）
- 轟一（／Todoroki Hajime，2023年9月10日）

FLOW GLOW
- 響咲莉歐娜（／Isaki Riona，2024年11月9日）
- 虎金妃笑虎（／Koganei Niko，2024年11月9日）
- 水宮樞（／Mizumiya Su，2024年11月9日）
- 輪堂千速（／Rindo Chihaya，2024年11月9日）
- 綺綺羅羅薇薇（／Kikirara Vivi，2024年11月9日）

### holostars

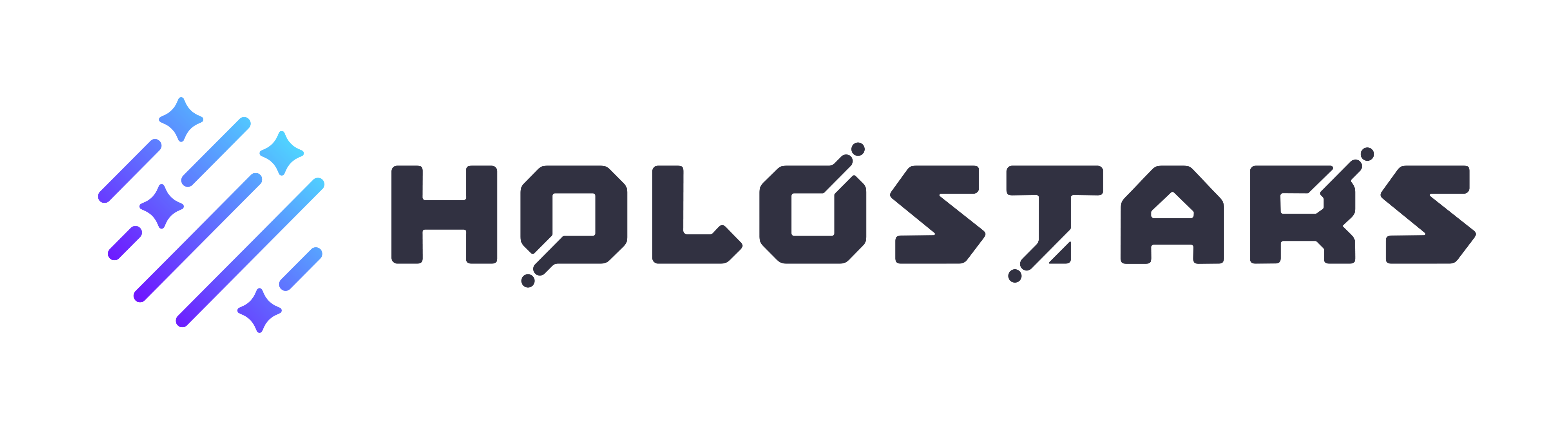
holostars的標誌

holostars（ホロスターズ）原是Cover株式會社於2019年5月27日創設的男性VTuber事務所，事務所後在2019年12月2日經Cover業務統整併入新成立的事務所hololive production，「holostars」則成為hololive production旗下的男性VTuber團體之名稱。
除UPROAR!!以及大道忍外，此處列出的成員名稱的中文譯名均採用其各自的bilibili帳號名稱或是官方發佈的影片、文章中的名稱。
1期生
- 花咲雅（／Hanasaki Miyabi，2019年6月8日[59]）
- 奏手一弦（／Kanade Izuru，2019年6月22日[60]）
- 阿爾蘭蒂斯（／Arurandeisu，2019年9月8日[61]）
- 律可（／Rikka，2019年10月17日[62]）

2期生
又稱「SunTempo」。
- 阿斯特尔·瑞达（日语：アステル・レダ）（／Astel Leda，2019年12月7日[63]）
- 岸堂天真（日语：岸堂天真）（／Kishido Temma，2019年12月14日[64]）
- 夕刻羅貝爾（／Yukoku Roberu，2019年12月24日[65]）

3期生
又稱「TriNero」（トライネロ）。
- 影山紫炎（日语：影山シエン）（／Kageyama Shien，2020年4月30日[66]）
- 荒咬皇牙（／Aragami Oga，2020年5月1日[66]）

UPROAR!!
- 夜十神封魔（／Yatogami Fuma，2022年3月29日[67]）
- 羽繼烏有（／Utsugi Uyu，2022年3月29日[67]）
- 水無世燐央（／Minase Rio，2022年3月30日[67]）

### hololive Indonesia

hololive Indonesia的標誌

hololive Indonesia（ホロライブインドネシア）是hololive production於2020年4月6日成立的女性VTuber團體。
1期生
又稱「第15區」（Area 15）。
- 阿芸達·栗絲（日语：アユンダ・リス）（／Ayunda Risu，2020年4月10日[68]）
- 暮娜·惑星諾瓦（／Moona Hoshinova，2020年4月11日[68]）
- 艾拉妮·伊歐菲芙婷（日语：アイラニ・イオフィフティーン）（／Airani Iofifteen，2020年4月12日[68]）

2期生
又稱「holoro」。
- 克蕾西·奧莉(／Kureiji Ollie，2020年12月4日[69]）
- 阿妮婭·梅爾菲莎（／Anya Melfissa，2020年12月5日[69]）
- 帕沃莉亞·蕾内（／Pavolia Reine，2020年12月6日[69]）

3期生
又稱「holoh3roes」。
- 維斯提亞·澤塔（／Vestia Zeta，2022年3月25日）
- 卡埃拉·科瓦爾斯基亞（／Kaela Kovalskia，2022年3月26日）
- 可波·卡娜埃露（／Kobo Kanaeru，2022年3月27日）

### hololive English

hololive English的標誌

hololive English（ホロライブEnglish）是hololive production於2020年9月9日推出的面向英語圈受眾的女性VTuber團體。
與其他團體不同，hololive English之中沒有使用「〇期生」的稱呼。
HoloMyth
- 森美聲（／Mori Calliope[註 18]，2020年9月12日）
- 小鳥遊琪亞拉（／Takanashi Kiara，2020年9月12日）
- 一伊那爾栖（／，2020年9月13日）

HoloPromise
- 埃莉絲（／IRyS，2021年7月11日[74]）[註 19]
- 奧羅·克洛尼（／Ouro Kronii，2021年8月23日[76]）[註 20]
- 哈珂斯·貝爾絲（／Hakos Baelz，2021年8月23日[76]）[註 20]

HoloAdvent
- 詩織·諾薇拉（／Shiori Novella，2023年7月30日）
- 古石碧珠（／Koseki Bijou，2023年7月30日）
- 納瑞莎·雷文克羅夫特（／Nerissa Ravencroft，2023年7月31日）
- 軟軟·阿比斯加德（／Fuwawa Abyssgard，2023年7月31日）[註 21]
- 茸茸·阿比斯加德（／Mococo Abyssgard，2023年7月31日）[註 21]

HoloJustice
- 伊麗莎白·露絲·布拉德弗雷姆（／Elizabeth Rose Bloodflame，2024年6月22日）
- 琪琪·沐林（／Gigi Murin，2024年6月22日）
- 塞西莉亞·伊默格林（／Cecilia Immergreen，2024年6月23日）
- 拉歐拉·潘特拉（／Raora Panthera，2024年6月23日）

其他
- Omegaα（日语：オメガα）[註 22][77]

### holostars English

holostars English的標誌

holostars English是hololive production於2022年7月18日推出的面向英語圈受眾的男性VTuber團體。2023年1月5日，宣布其餘四位新成員出道。
TEMPUS Headquarters
- Regis Altare（日语：リージス・アルテア）（2022年7月23日[79]）
- Axel Syrios（アクセル・シリオス，2022年7月24日[79]）

TEMPUS Vanguard
- Gavis Bettel（ガビス・ベッテル，2023年1月8日）
- Machina X Flayon（マキナ・X・フレオン，2023年1月8日）
- Banzoin Hakka（日语：万象院ハッカ）（2023年1月8日）
- Josuiji Shinri（定水寺シンリ，2023年1月8日）

ARMIS
- Jurard T Rexford（日语：ジュラルド・ティー・レクスフォード）（2023年11月18日）
- Goldbullet（日语：ゴールドブレット）（2023年11月18日）
- Octavio（日语：オクタビオ）（2023年11月19日）
- Crimzon Ruze（日语：クリムゾン・ルーズ）（2023年11月19日）

### 已停止活動的成員

#### hololive
- 人見克麗絲（原1期生，／Hitomi Kurisu，2018年6月3日[80]，於2018年6月25日解除合約[81][82]）
- 夜空梅露（原1期生，／Yozora Mel，2018年5月13日[83]，於2024年1月16日解除合約[84]）
- 阿庫婭（原2期生，／Minato Aqua，2018年8月8日[85]，於2024年8月28日畢業）
- 紫咲詩音（原2期生，／ Murasaki Shion，2018年8月17日[86]，於2025年4月26日畢業）
- 潤羽露西婭（原3期生，／Uruha Rushia，2019年7月18日[52]，於2022年2月24日解除合約[87]）
- 桐生可可（原4期生，／Kiryu Coco，2019年12月28日[54]，於2021年7月1日畢業[88]）
- 魔乃阿蘿耶（日语：魔乃アロエ）（原5期生，／Mano Aloe，2020年8月15日[55]，於2020年8月31日畢業[89]）
- 友人A（原事務所職員，友人A／Yuujin A，2018年4月19日[註 23][90]，於2024年6月30日辭職）
- 沙花叉克蘿伊（原6期生，／Sakamata Chloe，2021年11月29日，於2025年1月26日停止活動[56]）

#### hololive English
- 華生·阿米莉亞（原HoloMyth，／Watson Amelia，2020年9月13日，於2024年10月1日停止活動）[註 24]
- 九十九佐命（日语：九十九佐命）（原HoloCouncil，／Tsukumo Sana，2021年8月23日[76]，於2022年7月31日畢業[91]）
- 塞萊希·法娜（原HoloPromise，／Ceres Fauna，2021年8月23日[76]，於2025年1月4日畢業）[註 20][註 25]
- 七詩無銘（原HoloPromise，／Nanashi Mumei，2021年8月23日[76]，於2025年4月28日畢業）[註 20][註 26]
- 噶嗚·古拉（原HoloMyth，／Gawr Gura，2020年9月13日，於2025月5月1日畢業）[註 27]

#### holostars
- 鏡見吉良（日语：鏡見キラ）（原1期生，／Kagami Kira，2019年6月9日[59]，於2020年11月30日畢業[92]）
- 药师寺朱雀（日语：薬師寺朱雀）（原1期生，／Yakushiji Suzaku，2019年9月7日[61]，於2020年3月6日畢業[93]）
- 月下薰（日语：月下カオル）（原3期生，／Tsukishita Kaoru，2020年4月29日[66]，於2020年7月28日解除合約[94]）
- 緋崎伽瑪（原UPROAR!!，／Hizaki Gamma，2022年3月30日[67]，於2024年7月17日解除合約）
- 大道忍（日语：大道シノヴ）（原事務所職員，／Daidou Shinove，於2022年10月31日辭職）

#### holostars English
- Magni Dezmond（原HoloTEMPUS，2022年7月23日[79]，於2023年8月31日畢業）
- Noir Vesper（原HoloTEMPUS，2022年7月24日[79]，於2023年8月31日畢業）

### 已終止企劃／活動的團體

#### hololive中國
hololive中國（ホロライブ中国）是VTuber事務所hololive推出的主要在中國大陸活動的女性VTuber團體，成立於2019年9月27日。與其他團體不同，hololive中國的成員主要在bilibili上活動。
2020年11月12日、16日，Cover株式會社先後發佈公告宣佈6位hololive中國成員的畢業日期，所有成員均於2020年12月畢業。
- 夜霧（日语：よぎり）（／Yogiri，2019年9月27日[95]，於2020年12月20日畢業[96]）
- 希薇娅（日语：シビア）（／Civia，2019年11月1日[98]，於2020年11月18日畢業[96]）
- 黑桃影（日语：スペード・エコー）（／Spade Echo，2019年12月31日[註 29]，於2020年11月21日畢業[97]）

2期生
- 朵莉丝（日语：ドリス）（／Doris，2020年3月15日[註 30]，於2020年12月5日畢業[99]）
- 阿媂娅（日语：アティア）（／Artia，2020年3月22日[註 31]，於2020年11月19日畢業[97]）
- 罗莎琳（日语：ロサリン）（／Rosalyn，2020年3月27日[註 32]，於2020年12月27日畢業[96]）

#### INNK Music

INNK Music的標誌

INNK Music（イノナカミュージック）原是VTuber事務所hololive於2019年5月19日創設的音樂品牌以及業務企劃，後在2019年12月2日經Cover業務統整稱為新成立的事務所hololive production旗下品牌。
最初所屬成員有星街彗星以及AZKi，星街彗星後於2019年12月1日移籍至hololive。2021年12月29日，Cover株式會社與企劃發起人宣佈INNK Music企劃將於2022年4月結束，成員AZKi亦將於同月移籍至hololive，之後企劃如期結束。

## 音樂活動

### 演唱会
2020年1月24日，hololive于丰州PIT举行演唱会，为hololive首次全员出演的演唱会。该次演唱会于2019年11月5日宣布举办，由雅马哈音乐娱乐控股承办，并通过niconico向全球进行付费直播。
同年10月23日，hololive宣布，将于同年12月21日、22日举行“hololive 2nd fes. Beyond the Stage”演唱会，该演唱会由Bushiroad支持，hololive除五期生外全员出演。
2021年2月17日舉辦第1場原創曲演唱會hololive IDOL PROJECT 1st Live.『Bloom,』，總計22位成員登場。
2022年3月19日、20日舉辦第3場Hololive 3rd Fes. "Link Your Wish"演唱會。
2023年3月18日、19日舉辦第4場Hololive 4th Fes. "Our Bright Parade"演唱會。该演唱会由Bushiroad支持，除印度尼西亚三期生（暂无3D形象）之外，其余全員出演。
2023年9月13日舉辦Blue Journey 1st Live「夜明けのうた」演唱會。该演唱会由環球音樂支持，總計26人出演
除官方举办的演唱会之外，截止2023年12月底，hololive中的时乃空、AZKi、湊阿库娅、角卷棉芽、星街彗星、貓又小粥、holostars、Myth、湊阿庫婭、兔田佩克拉、常闇永遠、森美聲、5期生、hololive印尼、3期生已经舉辦过专场演唱会。
2024年3月16日、17日舉辦第5場Hololive 5th Fes. "Capture the Moment"演唱會。除Regloss和Advent两团体（暂无3D形象）之外，其余全员出演。此外，本次演唱会取得了中华人民共和国文旅部的网演许可，在符合“先审后播”的政策下，于哔哩哔哩平台进行30分钟延时收费转播。
2025年3月8日、9日舉辦第5場Hololive 6th Fes. " Color Rise Harmony"演唱會。除FLOW GLOW和Justice两团体（暂无3D形象）之外，其余全员出演。

### 展覽

#### hololive SUPER EXPO
- 2022
- 2023
- 2024
- 2025

#### hololive meet
- Sakura Miko Taipei Fan Meeting
- hololive Meet SUPER KARAOKE PARTY @ TAIPEI 2024

## 出演

### 节目

#### 电台
- hololive presents 星街彗星的MUSIC SPACE（ホロライブ presents 星街すいせいのMUSIC SPACE，于2020年4月5日起在文化放送超！A&G+播出），星街彗星主持[111]
- Subaru、AZKi、葵的3 Code Miracle（すばるあずきみずしーの3コードミラクル，于2020年4月5日起在文化放送超！A&G+播出），AZKi为主持之一[112]
- hololive presents V们喜欢的宅人活动！（ホロライブpresents Vのすこんなオタ活なんだワ！，于2020年5月6日起在HiBiKi Radio Station（日语：HiBiKi Radio Station）播出），白上吹雪、宝钟玛琳主持[113]
- 小野友樹與夕刻羅貝爾的奇怪電台（小野友樹と夕刻ロベルのへんならじお，於2021年4月2日起在文化放送超！A&G+播出），夕刻羅貝爾是主持之一[114]

#### 电视剧
- 四月一日三姐妹之家庭故事（日语：四月一日さん家の）[115]
  - 第一季（四月一日さん家の，于2019年4月20日－7月6日在东京电视台播出），时乃空饰演四月一日一花
  - 第二季（四月一日さん家と，于2020年4月6日－6月22日在东京电视台播出），时乃空饰演四月一日一花，夏色祭饰演若木春，大空昴饰演山村忍（山村しのぶ）

### 活动
此处列出的活动均非hololive主办。

#### 2019年
- Bilibili Macro Link Virtual Release 2019（7月19日，中国上海梅赛德斯-奔驰文化中心，白上吹雪参加[116]）
- Bilibili World 2019
  - 广州站（8月16日－18日，中国广州保利世贸博览馆，湊阿库娅参加[117]）
  - 上海站（10月4日－6日，中国上海新国际博览中心，湊阿库娅、百鬼绫目、大神澪、白上吹雪、夏色祭参加[118]）
  - 成都站（12月21日－22日，中国成都世纪城新国际会展中心，夏色祭参加[119]）
- V-RIZIN2019（12月29日，日本埼玉市埼玉超级竞技场，时乃空、白上吹雪、夏色祭、赤井心、紫咲诗音、猫又小粥参加[120]）

#### 2020年
- （3月21日，后因2019冠狀病毒病日本疫情[121]延期至7月19日[122]，日本东京都日本电视台大厦、名古屋市中京电视台大厦Plaza C→SPWN/bilibili同时网络直播，星街彗星、樱巫女参加[123]）
- bilibili 赏樱会（3月22日，日本东京都东京国际展示场→bilibili/niconico同时网络直播[註 35]，白上吹雪、夏色祭参加[125]）
- VTuber Fes Japan @Niconico Net超会议2020（VTuber Fes Japan @ニコニコネット超会議2020，4月18日－19日，Niconico网络直播，hololive一期生全员及时乃空、湊阿库娅参加[126]）
- TMALL天猫·Bilibili Macro Link 2020 云LIVE（7月25日，bilibili网络直播，星街彗星参加[127]）
- TMALL天猫·Bilibili World 2020（8月7日－9日，中国上海国家会展中心，白上吹雪、赤井心、星街彗星、希薇娅参加[128]）

#### 2024年
- Bilibili Macro Link 2024（7月14日，夏色祭、可波·卡娜埃露参加[129][130][131]）
- Bilibili World 2024（7月14日，时乃空、萝卜子参加[132]）

## 官方企劃系列
以下均为hololive官方制作的影片系列。除所记述的两个系列外，还有hololog（ほろログ，hololive官方直播剪辑合集）、holo的恭请贵安（ホロのご機嫌うるわしゅう，hololive官方制作的脱口秀节目）等影片系列。

### 早安hololive
早安hololive（おはようホロライブ）是自2019年6月3日起，每天早晨在hololive production（原hololive）官方推特上发布的短篇动画，由“每日天气预报 holo天气”（まいにち天気 ホロ日和）和“告诉我吧！holo今日运势”（教えて！ホロフォーチュン）组成。该短篇动画系列每周有一或二名主持，均为hololive（INNK Music）中已经3D化的成员。
早安hololive被翻译成中文后，会在hololive的bilibili官方频道上发布。其中，“每日天气预报 holo天气”中的日本气象地图改为中国气象地图。相比日文原版，因为翻译、审核原因，早安hololive在bilibili的发布时间常常在中午、下午，甚至更晚。
2020年3月30日起，早安hololive改发NG集。随后，同年4月5日，在发布完该周最后一部NG集后，早安hololive宣布因录制困难而完结。

### Holo Anime
Holo Anime（ホロアニメ）是由hololive官方制作的3D短篇动画。第一弹《Miko的工作！》（みこのつとめっ！）自2018年12月7日起在樱巫女的YouTube/Bilibili官方频道更新，共10集，已完结；第二弹《holo的涂鸦》（ホロのぐらふぃてぃ）自2019年5月5日起在hololive的YouTube/Bilibili官方频道更新，每周日在YouTube频道更新一集。

### HOLOLIVE ALTERNATIVE
2021 年 2 月宣布的另一個世界創造項目。 我們計劃根據在 2019 年冬季 Comiket 上分發的“Holo Earth Chronicles”開發媒體組合。

### HOLOLIVE ERROR
Hololive Error  於2021年8月開始，由Cover所主導的綜合型企劃，是以恐怖為中心主題的演劇型企劃，hololive所屬的成員們將會扮演「青上高校」的學生，分為「過去」、「現在」、「電車」、「真相」演出一連串的恐怖故事。該故事發生於一個虛構的市鎮「青上町」，當地由於發生了各種奇妙的失蹤事件與自古流傳的怪談，被當地人認為是受到詛咒的土地，而慢慢的成為了一個鬼城。
在7月15日的有聲漫畫第24話「青上高校へようこそ」中迎來最終話，並同時宣布先前曾推出過試玩版的《hololive ERROR》在7月18日晚間 8點推出完全版遊戲。

## 遊戲
以下遊戲均由hololive production母公司COVER开发并运营。

### HOLOLIVE ERROR
由 Vtuber 品牌 hololive 自製的恐怖遊戲《hololive ERROR》正式版於2023年7月18日開始販賣。該遊戲完全版目前已經在Steam上發售。

## 应用程序
以下应用程序均由hololive production母公司COVER开发并运营。

### hololive
hololive最初为采用AR技术观看虚拟人物直播的专用APP，于2017年12月21日正式发布。在虚拟YouTuber热潮兴起后，2018年4月5日，应用转型为VTuber动作捕捉APP。hololive采用了VR和AR技术，可以捕捉使用者的面部表情及动作，并对应到相应的虚拟形象上进行直播。

### hololy
hololy是一个以“随时随地都有VTuber陪伴”为主题的应用程序，于2019年12月3日正式发布。该应用名称来源自“hololive”与“daily”、“diary”，意为想让hololive点缀日常生活。通过该应用可与hololive所属的大多数已3D化VTuber随时随地相见。该应用包含“AR相机”功能，可保存包含VTuber形象的照片或视频，并便于进行二次创作。
使用该应用需要移动设备支持iOS 11或Android 7及以上的系统。
而在2024年10月1日，官方宣布於同年12月2日停止服務，理由是「未來難以繼續提供讓顧客滿意的內容」。